# Gisselskorpioner
För andra betydelser, se Skorpion.
Gisselskorpioner (Uropygi) är en ordning som tillhör klassen spindeldjur.
Dessa djur har en bakkropp som är delad i 12 leder och har en viss likhet med skorpioner, särskild i formen och ställningen av de långa, framsträckta extremiteterna, de så kallade pedipalperna, som sluter antingen med en tång eller med en enkel klo. Från skorpionerna skiljas de genom den platta formen av bakkroppen, som är inte i hela sin bredd förenad med framkroppen (cephalothorax). Dessa kroppsdelar är skilda genom en insnörning. Gisselskorpioner saknar även den för skorpioner utmärkande krökta gifttaggen i svansens spets.
Vid framkanten av cephalothorax sitter 8 ögon. Av dessa ligger 2 större i mitten och 3 små på varje sida. Det mest iögonfallande gemensamma kännetecknet för de i övrigt ganska olika hithörande formerna är beskaffenheten av det främsta benparet, som är trådlikt förlängda i spetsarna. Dessa benpar liknar antenner och används även som trevorgan. De övriga tre benparen har däremot vanlig form och slutar med dubbla klor. Andningsorganen är två par lungsäckar, som med lika många springformiga andhål öppnar sig på bukens sida vid andra och tredje leden av bakkroppen.
Gisselskorpionerna föder levande ungar. De finns uteslutande i varma länder. Gisselskorpioner har inga giftkörtlar, men kan utsöndra ett sekret från "svansen" som luktar vinäger (därav det engelska namnet "vinegarroon") som avskräcker eventuella predatorer. Man känner omkring 180 arter som fördelas på två underordningar.

## Underordningar
- Schizomida – med cirka 18 millimeter långa arter.
- Thelyphonida – med upp till 75 millimeter långa arter.